# Hollywood Foreign Press Association
Hollywood Foreign Press Association (HFPA) er en organisation sammensat af journalister der dækker filmindustrien i USA, men som er tilknyttet medier uden for Nordamerika. Gruppen er formodentlig bedst kendt for deres uddeling af Golden Globe-prisen som de står bag og stadig arrangerer. HFPA blev grundlagt i 1943 af en journalist fra den britiske avis Daily Mail. Hovedformålet er at sprede nyheder om Hollywood til lande uden for Nordamerika.

## Ekstern henvisning
- Officiel hjemmeside Arkiveret 1. august 2015 hos  Wayback Machine

| Forening eller organisation | Spire Denne artikel om en forening eller organisation er en spire som bør udbygges. Du er velkommen til at hjælpe Wikipedia ved at udvide den. |